# 南波糸江
南波 糸江（なんば いとえ、1983年7月11日 - ）は、日本のフリーアナウンサー。生島企画室所属。
2019年、板倉 糸栄（いたくら いとえ）と改名。
北海道寿都郡寿都町出身。立命館慶祥高等学校、立命館大学文学部卒業。血液型A型、身長161cm、体重44kg、靴のサイズ23cm。趣味・特技はワインソムリエ、フードコーディネーター、ゴルフ（ドライバー200ヤード）、秘書検定準1級。

## 来歴
大学在学時にKBS京都の学生参加型番組『Go on』に出演。これをきっかけに、同局『京都!ちゃちゃちゃっ』のレギュラーを獲得。プロとしてタレント・モデル活動を本格的に開始する。当初の所属事務所は大阪に拠点を置くパートナーズ・プロ。関西テレビ☆京都チャンネルの番組を中心に、主に関西でレギュラー番組を持っていた。2005年（平成17年）には随心院で行われたミス小野小町コンテストで、初代ミス小野小町に選ばれている。寿都町観光大使。
大学を卒業した2006年（平成18年）、古巣である『Go on』にMCとして復帰し、2007年（平成19年）9月24日放送分までを担当。その直後にオスカープロモーションに移籍し、活動の拠点を東京に移す（所属はモデル部）。
2008年（平成20年）春には、ウェザーニューズの第8期お天気キャスターとして北海道地区を担当。以後、都内のケーブルテレビのMCやモデルとして活動。
2010年（平成22年）以降『朝まるJUST』出演を機に共同テレビジョンに移籍。その後『みのもんたのウィークエンドをつかまえろ』にアシスタントとして出演途中、専属マネージャーの退任を機に、共同テレビからみのもんたのマネジメント事務所であるニッコクへ移籍（正式な所属ではなく業務受付窓口を委託していた）。2014年3月29日に『ウィークエンドをつかまえろ』は27年の歴史に幕を下ろし、南波は番組最後のアシスタントとなった。
2014年（平成26年）春から生島企画室の所属となる。
2015年、一般男性と結婚。翌年に男児を出産。
2019年、板倉糸栄（いたくら いとえ…「板倉」は結婚後の姓）と改名してミセスジャパンに出場し、グランプリメンバーに選ばれてマレーシア開催のミセス・アジア・シュープリー厶に進出した。

## エピソード
- 『Go on』『京都!ちゃちゃちゃっ』『謎パラ?』で踊った「バナナダンス」は南波の代名詞。「バナナダンス」は本来立命館大学チアリーダー部のものだが、南波のそれは立命館慶祥高校時代のもの。
- 辛いものに強く、『謎パラ?』第9話において、ハバネロを生で丸かじりをしても平気だったという逸話を持つ。
- 初代ミス小野小町の時、星野仙一（当時・阪神タイガース監督）に花束を渡す。
- 80's好きで、北海道に帰ると両親とクラブに行って踊る。また両親の影響からビートルズの楽曲をほぼ全曲歌っていた。
- X-JAPAN・LUNA SEA・GLAYなど、清楚な雰囲気からは想像できないバンド好きらしい。
- NHKの番組で共演したはなわがプロデュースする、風男塾・中野風女シスターズのライブにはよく行く。
- 中島みゆきの楽曲「糸」は、“南波糸江”という名前から自分のテーマ曲としているらしい。
- カンニング竹山との深夜の番組ではエロトークも上手に盛り上げる。
- 『みのもんたのウィークエンドをつかまえろ』では“糸ちゃん”の愛称で呼ばれ、セクシーな声と癒しの笑い声が人気だった。

## 出演番組

### テレビ
- 京都!ちゃちゃちゃっ（関西テレビ☆京都チャンネル・KBS京都）
- 謎パラ?（関西テレビ☆京都チャンネル）
- Go on（KBS京都）
- 石橋勝のボランティア21（テレビ大阪）
- 気になる時間（奈良テレビ）
- トミーズのはらぺこ亭（関西テレビ）
- 湖国の道だより 〜すいすい〜（びわ湖放送）
- Good楽（ケーブルウエスト）
- コミュニティチャンネル（ベイ・コミュニケーションズ）
- 西播磨発サタデー9（サンテレビ）
- ウェザーニュース「おは天」北海道担当（2008年1月 - 2008年4月）
- ためしてガッテン「永久保存!ねじの極意」（NHK）実験映像の挑戦者として
- 朝まるJUST キャスター（千葉テレビ放送、毎週月 - 水担当、2010年3月29日 - 2011年3月30日）※テレビ埼玉（テレ玉、TVS）、テレビ神奈川（tvk）でも放送
- INsideOUT木曜日担当（BS11、2011年10月 - 2012年3月）
- 全力!銭ナール→カンニング竹山の銭ナール（毎日放送、2012年2月 - 7月）
- ドッキリアワード2013（TBS、2013年7月7日）
- 勝利のDNA【守山アニキのパチンコ編】（スカパー!・パチ・スロ サイトセブンTV、2009年4月 - ）
- 噂の美肌女（TBS、2012年10月 - 2013年3月）
- はやドキ!（TBS、ナレーター、火、金曜日担当、2015年3月31日 - 9月25日）

### ラジオ
- めざせ甲子園!ドリームスタジアム!（ABCラジオ）
- みのもんたのウィークエンドをつかまえろ（アシスタント／文化放送、2012年7月7日 - 2014年3月29日）
- 嶌信彦 人生百景「志の人たち」（TBSラジオ、2014年10月5日 - 2016年3月27日）※2023年3月19日・26日放送分では、松本零士を偲んで2015年4月19日・26日放送分のゲスト出演回が再放送されたことから、南波の声も約7年ぶりに流れた。

### CM
- JCBドリームプロジェクト（2009年） - 後ろの群集の1人

### その他の媒体
- 京都シティリビング（サンケイリビング新聞社）
- KANSAI1週間（講談社）
- 読売新聞（2005年（平成17年）10月6日）-「Onな人」